# João de Brienne
 João de Brienne  foi rei de Jerusalém de 1210 a 1225, também regente e depois coroado (1231) co-imperador com Balduíno II do Império Latino de Constantinopla de 1231 a 1237. Foi filho de Erardo II de Brienne, Conde de Brienne e de Inês de Montfaucon.

## Relações familiares
Casou por três vezes, a primeira em 1210 com Maria de Monferrato, rainha de Jerusalém de quem teve a: 
- Iolanda de Jerusalém que foi rainha de Jerusalém (1205 -?) foi casada com o imperador Frederico II da Germânia imperador da Alemanha e rei da Sicília.

Casou-se pela segunda vez com Estefânia da Armênia, com quem teve um filho chamado João, herdeiro do Reino Armênio da Cilícia, mas que morreu ainda criança.
Casou-se a terceira vez na Catedral de Burgos em maio de 1224 com a infanta Berengária de Leão, filha do rei Afonso IX e sua esposa a rainha Berengária de Castela, tendo 4 filhos deste casamento.
- Afonso de Brienne (c. 1227- ?) que foi casado com Maria de Lusignan, condessa d'Eu.
- João de Brienne (1230 - ?) que foi casado por duas vezes, a primeira com Maria de Coucy e segunda com Joana de Châteaudun.
- Maria de Brienne (1225 - ?) casou com Balduíno II de Courtenay, imperador de Constantinopla.
- Luís de Brienne, conde de Belmont, também conhecido como Luís de Acra, (1230 - ?) casou com Inês de Beaumont-Maine, que foi viscondessa de Beaumont.

Brasão de armas da Casa de Brienne
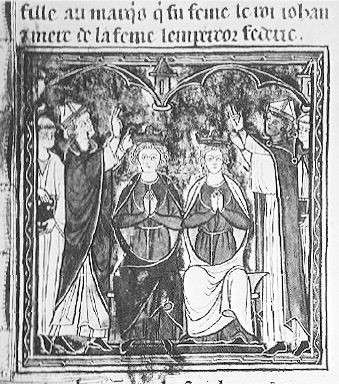
Coroação de Maria de Monferrato e de João I de Brienne